# …Nada Como el Sol
…Nada Como el Sol är ett minialbum med Sting, utgivet 1988. Det innehåller fem låtar från det föregående albumet ...Nothing Like the Sun, översatta till portugisiska ("Fragile"), och spanska (övriga). Låten 'They Dance Alone (Gueca Solo)', kritiserade Augusto Pinochet's regim i Chile och skivan förbjöds att släppas i landet. 

## Låtlista
1. "Mariposa Libre" (Jimi Hendrix) – 4:54
2. "Fragile" (Sting) – 3:50
3. "Si Estamos Juntos" (Sting) – 4:16
4. "Ellas Danzan Solas (Cueca Solas)" (Sting) – 7:17
5. "Fragilidad" (Sting) – 3:52